# West-Amanuban
West-Amanuban (indonesisch Amanuban Barat) ist ein indonesischer Distrikt (Kecamatan) im Westen der Insel Timor.

## Geographie
| „Dorf“ (Desa) | Verwaltungssitz | Fläche    | Einwohner | Bevölkerungs- dichte |
| ------------- | --------------- | --------- | --------- | -------------------- |
| Tubuhue       | Tubuhue         | 9,74 km²  | 2.755     | 247                  |
| Haumenibaki   | Haumenibaki     | 10,07 km² | 1.192     | 103                  |
| Mnelalete     | Mnelalete       | 12,90 km² | 6.756     | 459                  |
| Pusu          | Pusu            | 5,76 km²  | 1.617     | 246                  |
| Nulle         | Nulle           | 29,47 km² | 3.584     | 106                  |
| Tublopo       | Tublopo         | 12,99 km² | 2.293     | 154                  |
| Nusa          | Nusa            | 12,20 km² | 2.316     | 166                  |
| Nifukani      | NIfukani        | 6,89 km²  | 2.307     | 293                  |

Der Distrikt befindet sich im Westen des Regierungsbezirks Südzentraltimor (Timor Tengah Selatan) der Provinz Ost-Nusa-Tenggara (Nusa Tenggara Timur). Im Südwesten liegt der Distrikt Süd-Amanuban (Amanuban Selatan), im Osten Batu Putih, im Norden Süd-Molo (Molo Selatan) und Kota Soe, im Nordosten Kuatnana und im Süden Noebeba.
West-Amanuban hat eine Fläche von 114,30 km² und teilt sich in die acht Desa Tubuhue, Haumenibaki, Mnelalete, Pusu, Nulle, Tublopo, Nusa und Nifukani. Der Verwaltungssitz befindet sich in Nulle. Die Desa unterteilen sich wiederum in insgesamt 27 Dusun (Unterdörfer).  Während Haumenibaki auf einer Meereshöhe von 515 m liegt, befindet sich Nusa auf einer Höhe von 831 m über dem Meer. Das tropische Klima teilt sich, wie sonst auch auf Timor, in eine Regen- und eine Trockenzeit. Januar und Februar sind die regenreichsten Monate, während Juli bis Dezember trockener ausfallen. 2017 zählte man 69 Regentage und registrierte 875 Millimeter Gesamtniederschläge. 2016 waren es 97 Regentage und 2098 Millimeter.

## Flora
Im Distrikt finden sich unter anderem Vorkommen von Teak.

## Einwohner
2017 lebten in West-Amanuban 22.820 Einwohner. 11.402 waren Männer, 11.450 Frauen. Die Bevölkerungsdichte lag bei 200 Personen pro Quadratkilometer. 7,30 Prozent der Bevölkerung bekennen sich zum katholischen Glauben, 88,34 Prozent sind Protestanten, 4,34 Prozent sind muslimischen Glaubens und 0,02 Prozent Hindus. Im Distrikt gibt es drei katholische und 35 protestantische Kirchen und Kapellen.

## Wirtschaft, Infrastruktur und Verkehr
Die meisten Einwohner des Distrikts leben von der Landwirtschaft. Als Haustiere werden Rinder (5.261), Büffel (fünf), Schweine (6.276), Ziegen (850) und Hühner (44.479) gehalten. Auf 3.080 Hektar wird Mais angebaut, auf 29 Hektar Reis, auf UBI KAYU Hektar Maniok, auf 808 Hektar Süßkartoffeln und auf 15 Hektar Erdnüsse. Weitere landwirtschaftliche Produkte sind Zwiebeln, Kohl, indischer Senf, Bohnen, Chili, Tomaten, Gurken, Kürbisse, Spinat, Avocados, Mangos, Tangerinen, Orangen, Guaven, Papayas, Bananen, Äpfel und Jackfrüchte. Von Plantagen kommen zum Beispiel Kokosnüsse, Kaffee, Kakao und Vanille.
In West-Amanuban gibt es 17 Grundschulen, sechs Mittelschulen und zwei weiterführende Schulen. Zur medizinischen Versorgung stehen ein kommunales Gesundheitszentrum (Puskesmas) in Tublopo, zwei medizinische Versorgungszentren (Puskesmas Pembantu) und ein Hebammenzentrum (Polindes) zur Verfügung.
ASPAL Kilometer Straßen sind asphaltiert. Mit Kies sind KERIKEL Kilometer Straßen bedeckt. Einfache Lehmpisten im Distrikt haben eine Länge von TANAH Kilometer. Der öffentliche Verkehr wird betrieben durch MIKROLET Kleinbusse, PICKUP Pick Ups, TRUK Lastwagen, BIS Busse, OJEKMOTOR Motorrädern und LAINYA anderen Fahrzeugen.